# Авеков, Иван Авдеевич
Ива́н Авде́евич Аве́ков (бел. Іван Аўдеевіч Авекаў; 19 мая 1919 — 17 апреля 1943) — лётчик, участник Великой Отечественной войны, командир авиационной эскадрильи 519-го истребительного авиационного полка 20-й армии Западного фронта, Герой Советского Союза (1943), капитан.

## Биография
Родился 19 мая 1919 года на станции Осиновка ныне Дубровенского района Витебской области Белоруссии в семье рабочего. Белорус. Образование неполное среднее.
В Красной Армии с 1937 года. В 1939 году окончил Харьковскую военную авиационную школу лётчиков-наблюдателей, а в 1940 году — Одесскую военную авиационную школу пилотов. С июня 1941 года в действующей армии. Сражался на Юго-Западном, Западном и Центральном фронтах. Активный участник обороны городов-героев Москвы и Тулы в составе 252-го и 211-го истребительных авиационных полков.
Командир авиационной эскадрильи 519-го истребительного авиационного полка (20-я армия, Западный фронт) кандидат в члены ВКП(б) капитан Иван Авеков к марту 1942 года совершил 178 боевых вылетов, из них 45 на штурмовку войск и аэродромов противника. В воздушных боях сбил лично 10 и в группе 6 вражеских самолётов, один таранил, ещё 23 уничтожил штурмовыми действиями на аэродромах.
20 марта 1942 года в районе Гжатска, ныне города Гагарина Смоленской области, в воздушном бою с семью самолётами неприятеля Иван Авеков сбил два из них.
Капитан Авеков И. А. погиб в результате катастрофы на аэродроме Данков 17 апреля 1943 года. Похоронен в братской могиле городского кладбища города Данкова Липецкой области в числе семидесяти шести павших воинов.
Указом Президиума Верховного Совета СССР от 24 августа 1943 года за образцовое выполнение боевых заданий командования на фронте в борьбе с немецко-фашистскими захватчиками и проявленные при этом мужество и героизм капитану Авекову Ивану Авдеевичу присвоено звание Героя Советского Союза.

## Награды
- Медаль «Золотая Звезда» Героя Советского Союза
- Орден Ленина

## Память
- В 1988 году на братской могиле в городе Данкове, в которой покоится прах Героя, установлен памятник.
- В 2023 году базовой школе № 2 в Лиозно присвоили имя лётчика и Героя Советского Союза Ивана Авекова[7][8]. На фасаде школы установлена мемориальная доска в честь Героя. Одна из экспозиций школьного музея посвящена И. Авекову (снимки лётчика, нагрудные листы и др.).